# Marita Camacho Quirós
Marita del Carmen Camacho Quirós (San Ramón, 10 de marzo de 1911 - San José, 20 de junio de 2025) fue una política, primera dama y supercentenaria costarricense; viuda del expresidente de Costa Rica, Francisco Orlich Bolmarcich que ejerció dicho cargo durante el período comprendido entre 1962 a 1966. 
Como supercentenaria, es la persona verificada más longeva de Costa Rica en su historia, la cónyuge de un jefe de Estado de más edad en el mundo.Fue hasta el momento de su muerte la 9° persona viva más longeva del mundo.

## Biografía
Nació en San Ramón, el 10 de marzo de 1911, sus padres fueron Salustio Camacho y Zeneida Quirós. Sus padres eran agricultores. Se casó con el empresario y político Francisco Orlich Bolmarcich en la ciudad de Naranjo, el día 16 de abril de 1932.
El 8 de mayo de 1962, Orlich al asumir la presidencia y junto con su asunción, también lo hace Marita bajo el cargo de primera dama. Mantiene el cargo hasta el 8 de mayo de 1966, día en que asume como presidente José Joaquín Trejos.
Es la primera dama y cónyuge de un Jefe de Estado costarricense que más tiempo ha sobrevivido después de dejar el oficio, con 59 años y 43 días, así como también la que más tiempo le ha sobrevivido a su cónyuge, con 55 años y 234 días.
Como primera dama, trabajó activamente en favor de la infancia; promovió albergues infantiles, escuelas de enseñanza, comedores escolares y centros comunales en todo el país. Además, apoyó la creación del Hospital Nacional de Niños, inaugurado en 1964.
Realizó varios viajes al exterior con su esposo en calidad de primera dama.